# Arronville
Arronville est une commune française située dans le département du Val-d'Oise, en région Île-de-France.
Ses habitants sont appelés les Arronvillois.

## Géographie

### Description
Arronville est une commune périurbaine du Vexin français située dans la vallée du Sausseron, à 15 km au nord de Pontoise, 40 km au nord-ouest de Paris, 27 km au sud-est de Gisors et à 28 km au sud de Beauvais.
Elle est desservie par l'ancienne route nationale 327 (actuelle RD 927) et est aisément accessible par l'autoroute A16.

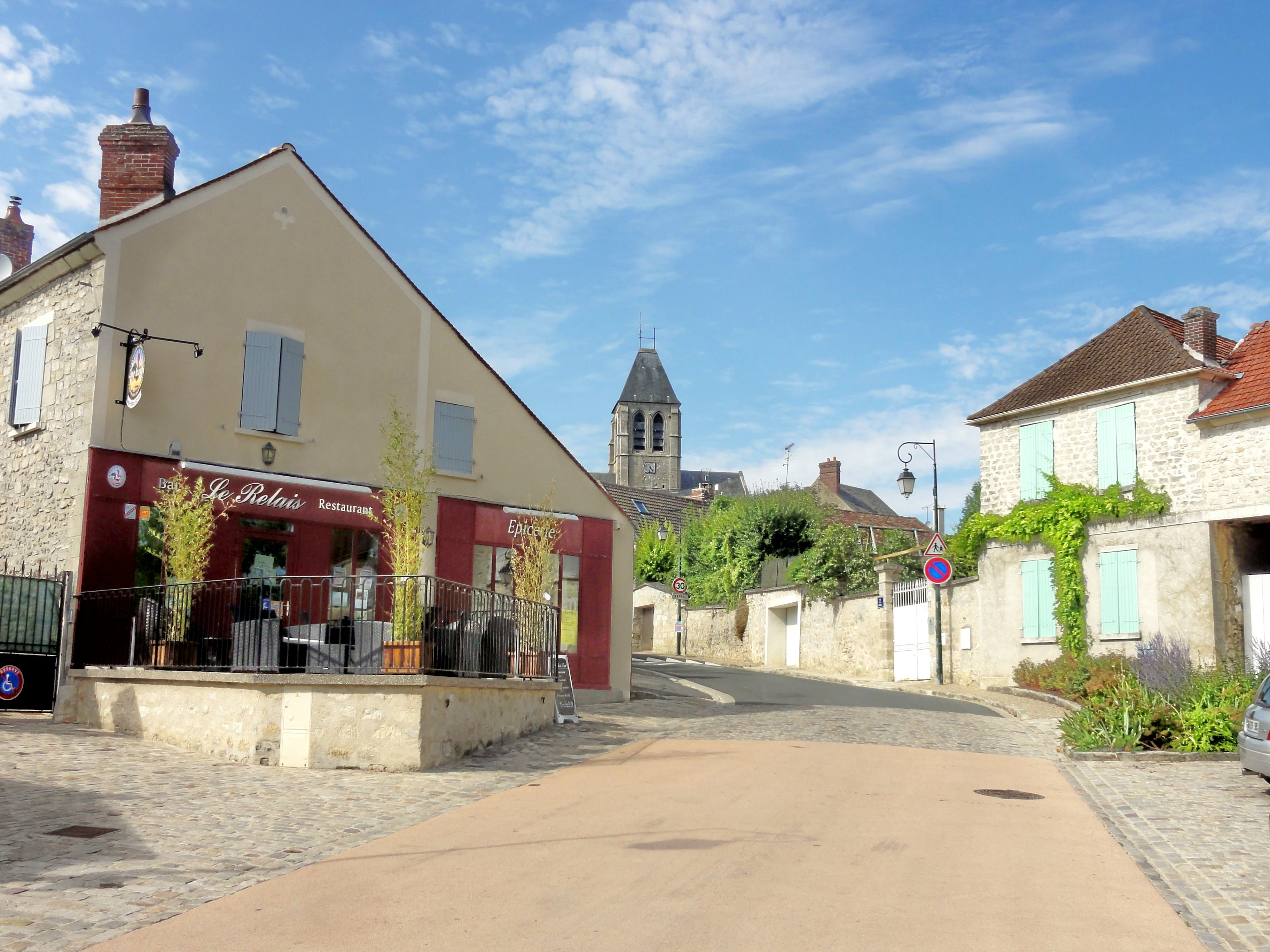
La place du Carrouge.
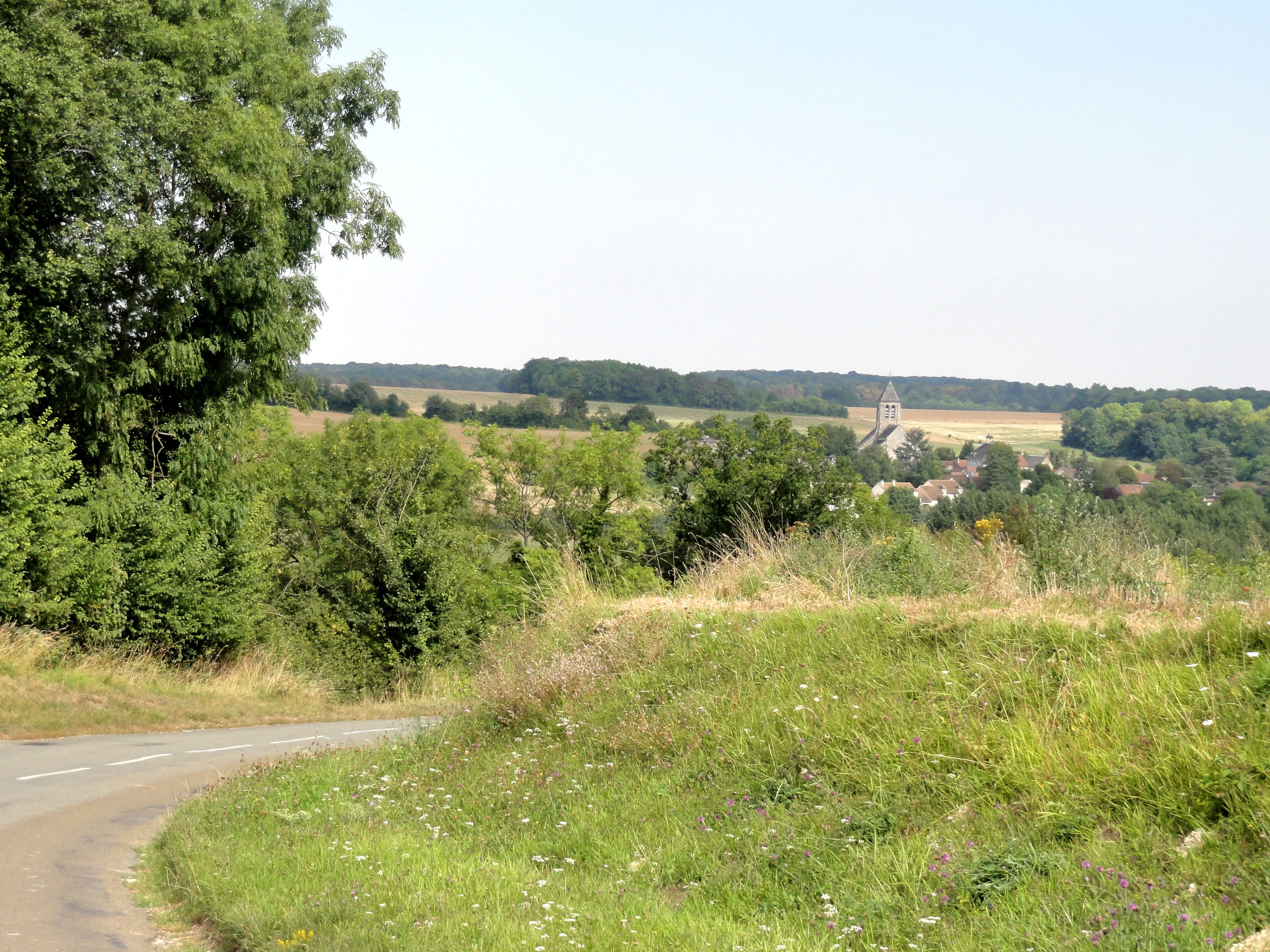
Paysage du village, vu depuis la RD 188.

### Communes limitrophes
| Berville     | Amblainville (Oise) | Bornel (Oise) |
| Haravilliers | Arronville          |               |
| Theuville    | Menouville          | Frouville     |

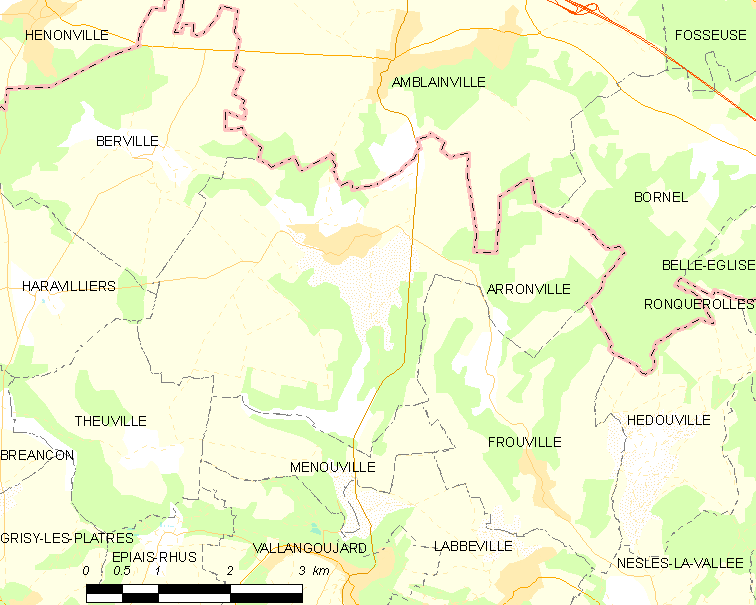
Carte de la commune.
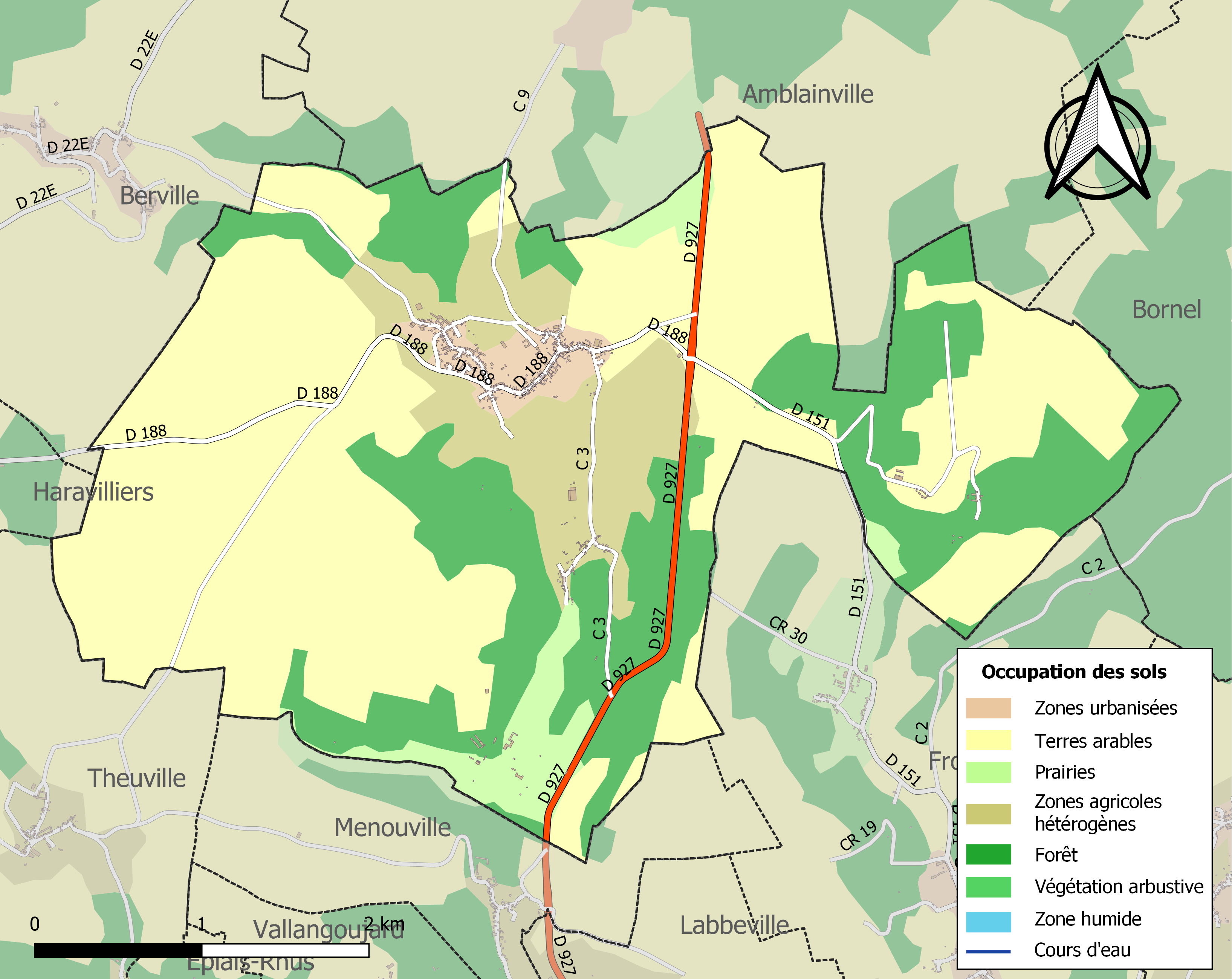
Occupation des sols.

### Hydrographie
La commune est drainée par le Sausseron, un affluent de l'Oise, donc sous-affluent de la Seine. Des étangs, notamment de pisciculture, y sont aménagés.

### Climat
Pour des articles plus généraux, voir Climat de l'Île-de-France et Climat du Val-d'Oise.
En 2010, le climat de la commune est de type climat océanique dégradé des plaines du Centre et du Nord, selon une étude du CNRS s'appuyant sur une série de données couvrant la période 1971-2000. En 2020, Météo-France publie une typologie des climats de la France métropolitaine dans laquelle la commune est exposée à un climat océanique et est dans la région climatique Sud-ouest du bassin Parisien, caractérisée par une faible pluviométrie, notamment au printemps (120 à 150 mm) et un hiver froid (3,5 °C).
Pour la période 1971-2000, la température annuelle moyenne est de 10,9 °C, avec une amplitude thermique annuelle de 14,8 °C. Le cumul annuel moyen de précipitations est de 705 mm, avec 11,4 jours de précipitations en janvier et 7,8 jours en juillet. Pour la période 1991-2020, la température moyenne annuelle observée sur la station météorologique la plus proche, située sur la commune de Boissy-l'Aillerie à 14 km à vol d'oiseau, est de 11,2 °C et le cumul annuel moyen de précipitations est de 635,8 mm,. Pour l'avenir, les paramètres climatiques de la commune estimés pour 2050 selon différents scénarios d'émission de gaz à effet de serre sont consultables sur un site dédié publié par Météo-France en novembre 2022.

## Urbanisme

### Typologie
Au 1er janvier 2024, Arronville est catégorisée commune rurale à habitat dispersé, selon la nouvelle grille communale de densité à sept niveaux définie par l'Insee en 2022.
Elle est située hors unité urbaine. Par ailleurs la commune fait partie de l'aire d'attraction de Paris, dont elle est une commune de la couronne,. Cette aire regroupe 1 929 communes,.

### Hameaux et écarts
La commune comprend les hameaux de Margicourt et de Héréville.

### Habitat et logement
En 2018, le nombre total de logements dans la commune était de 291, alors qu'il était de 284 en 2013 et de 272 en 2008.
Parmi ces logements, 89,1 % étaient des résidences principales, 5,1 % des résidences secondaires et 5,8 % des logements vacants. Ces logements étaient pour 96,1 % d'entre eux des maisons individuelles et pour 3,5 % des appartements.
Le tableau ci-dessous présente la typologie des logements à Arronville en 2018 en comparaison avec celle du Val-d'Oise et de la France entière. Une caractéristique marquante du parc de logements est ainsi une proportion de résidences secondaires et logements occasionnels (5,1 %) supérieure à celle du département (1,3 %) et à celle de la France entière (9,7 %). Concernant le statut d'occupation de ces logements, 83,1 % des habitants de la commune sont propriétaires de leur logement (82,9 % en 2013), contre 56 % pour le Val-d'Oise et 57,5 pour la France entière.
| Typologie                                               | Arronville | Val-d'Oise | France entière |
| ------------------------------------------------------- | ---------- | ---------- | -------------- |
| Résidences principales (en %)                           | 89,1       | 92,8       | 82,1           |
| Résidences secondaires et logements occasionnels (en %) | 5,1        | 1,3        | 9,7            |
| Logements vacants (en %)                                | 5,8        | 5,9        | 8,2            |

### Voies de communication et transports
La commune est desservie, en 2023, par la ligne 603 du réseau interurbain de l'Oise et par les lignes 95-05, 95-06 et 95-31 du réseau de bus du Vexin.

## Histoire

Arronville au début du XXe siècle
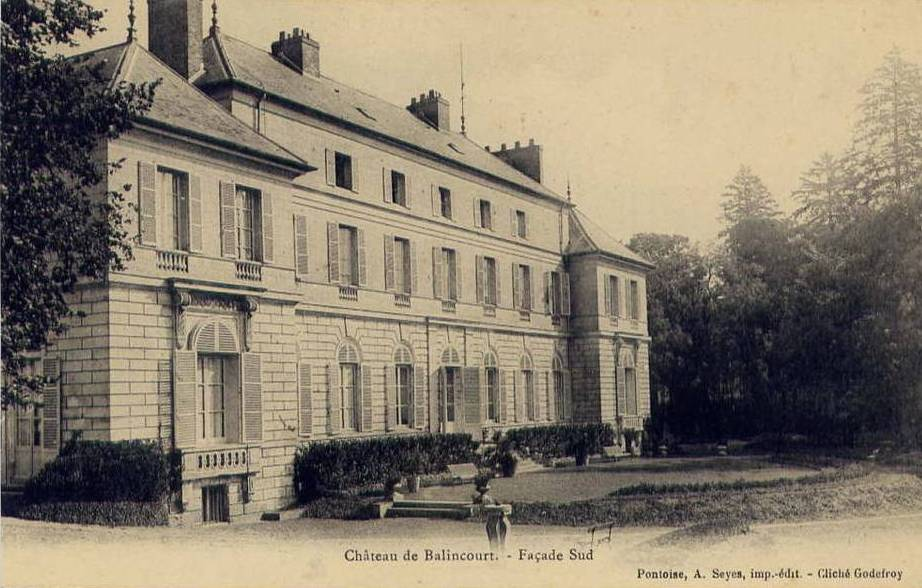
Château de Balincourt - façade sud.

Par lettres de juillet 1719, les terres de Balincourt, Arronville, Héréville et Margicourt furent érigées en marquisat en faveur de Claude-Guillaume Testu (1680-1770), maréchal de camp, qui fut depuis maréchal de France en 1746. Il s'était signalé par de brillantes actions, notamment en Alsace, et fut fait gouverneur de Strasbourg en 1745. Il mourut de faim, sa mâchoire s'étant ossifiée, et il ne pouvait plus rien avaler.
En septembre 1914, au début de la Première Guerre mondiale, après la bataille de Senlis, des éclaireurs uhlans allemands sont signalés à Arronville.

## Politique et administration

### Rattachements administratifs et électoraux

#### Rattachements administratifs
Antérieurement à la loi du 10 juillet 1964, la commune faisait partie du département de Seine-et-Oise. La réorganisation de la région parisienne en 1964 fit que la commune appartient désormais au département du Val-d'Oise et à son arrondissement de Pontoise après un transfert administratif effectif au 1er janvier 1968.
Elle faisait partie depuis 1801 du canton de Marines. Dans le cadre du redécoupage cantonal de 2014 en France, cette circonscription administrative territoriale a disparu, et le canton n'est plus qu'une circonscription électorale.

#### Rattachements électoraux
Pour les élections départementales, la commune est membre depuis 2014 du canton de Pontoise.
Pour l'élection des députés, elle fait partie de la première circonscription du Val-d'Oise.

### Intercommunalité
Arronville est membre de la communauté de communes Sausseron Impressionnistes, un établissement public de coopération intercommunale (EPCI) à fiscalité propre créé fin 1962 et auquel la commune a transféré un certain nombre de ses compétences, dans les conditions déterminées par le code général des collectivités territoriales.

### Enseignement

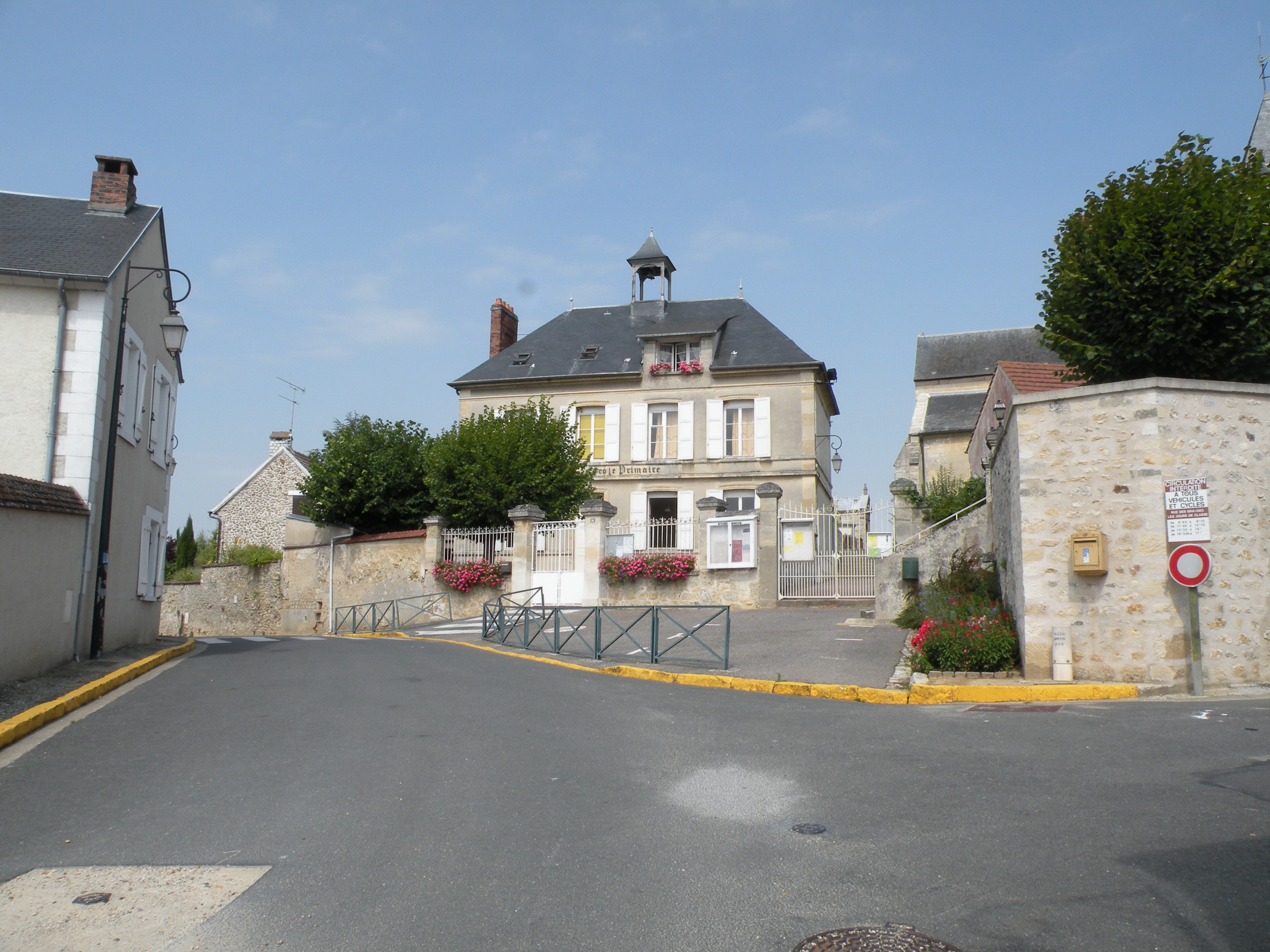
Les écoles.

### Liste des maires
| Période                                  | Période                        | Identité            | Étiquette | Qualité                       |
| ---------------------------------------- | ------------------------------ | ------------------- | --------- | ----------------------------- |
| Les données manquantes sont à compléter. |                                |                     |           |                               |
| mars 2001                                | 2014                           | Jean-Pierre Parouty | DVD       |                               |
| 2014                                     | février 2017,                  | François Pélegrin   | SE        | Ancien notaire Démissionnaire |
| février 2017                             | mai 2020                       | René Desmottes      |           |                               |
| mai 2020                                 | octobre 2021,                  | Nadine Leclercq     |           | Démissionnaire                |
| décembre 2021                            | En cours (au 13 décembre 2021) | Alain Pasquet       |           |                               |

## Population et société

### Démographie
L'évolution du nombre d'habitants est connue à travers les recensements de la population effectués dans la commune depuis 1793. Pour les communes de moins de 10 000 habitants, une enquête de recensement portant sur toute la population est réalisée tous les cinq ans, les populations de référence des années intermédiaires étant quant à elles estimées par interpolation ou extrapolation. Pour la commune, le premier recensement exhaustif entrant dans le cadre du nouveau dispositif a été réalisé en 2004.

En 2022, la commune comptait 619 habitants, en évolution de −7,06 % par rapport à 2016 (Val-d'Oise : +4 %, France hors Mayotte : +2,11 %).
| 1793 | 1800 | 1806 | 1821 | 1831 | 1836 | 1841 | 1846 | 1851 |
| ---- | ---- | ---- | ---- | ---- | ---- | ---- | ---- | ---- |
| 566  | 545  | 562  | 560  | 621  | 621  | 590  | 600  | 519  |

| 1856 | 1861 | 1866 | 1872 | 1876 | 1881 | 1886 | 1891 | 1896 |
| ---- | ---- | ---- | ---- | ---- | ---- | ---- | ---- | ---- |
| 520  | 552  | 523  | 521  | 528  | 545  | 518  | 493  | 503  |

| 1901 | 1906 | 1911 | 1921 | 1926 | 1931 | 1936 | 1946 | 1954 |
| ---- | ---- | ---- | ---- | ---- | ---- | ---- | ---- | ---- |
| 470  | 399  | 430  | 398  | 389  | 411  | 339  | 316  | 350  |

| 1962 | 1968 | 1975 | 1982 | 1990 | 1999 | 2004 | 2006 | 2009 |
| ---- | ---- | ---- | ---- | ---- | ---- | ---- | ---- | ---- |
| 403  | 396  | 411  | 440  | 553  | 610  | 658  | 669  | 665  |

| 2014 | 2019 | 2022 | - | - | - | - | - | - |
| ---- | ---- | ---- | - | - | - | - | - | - |
| 666  | 637  | 619  | - | - | - | - | - | - |

## Culture locale et patrimoine

### Lieux et monuments
Arronville compte trois monuments historiques sur son territoire :
- l’église Saint-Pierre-et-Saint-Paul, rue de la Mairie / cour des Lys (classée monument historique par décret du 18 janvier 1943[30]) : 
Elle possède une nef basilicale romane, qui remonte à la fin du XIe siècle ou au début du XIIe siècle, et se distingue par la variété de ses chapiteaux, dont la sculpture est d'une facture archaïque, et représente les motifs d'une façon fortement stylisée. Les arcades latérales de la croisée du transept, en même temps base du clocher, et du chœur remontent à la même époque, mais ont été retouchées, notamment dans le chœur. 
De la période romane, subsistent également les vestiges des baies du premier étage du clocher, côté sud. Dès le premier quart du XIIIe siècle, plutôt qu'à la fin du même siècle ou au début du XIVe siècle, les bas-côtés, les croisillons du transept et les chapelles latérales du chœur sont entièrement reprises, et voûtés d'ogives. Les voûtes d'ogives de la nef sont du même style gothique, bien qu'on les date seulement du début du XVIe siècle. 
À la fin du XIIIe ou au début du XIVe siècle, la voûte et le chevet du chœur sont reconstruits dans le style gothique rayonnant, avec un curieux triplet tardif, dont la baie centrale est munie d'un remplage caractéristique de son époque. Pendant ou après la guerre de Cent Ans et son lot de ravages, le clocher est rebâti dans un style gothique, que l'on ne peut pas qualifier de flamboyant. L'élévation septentrionale est également reprise. 
La partie la plus remarquable de l'église est la nef. L'extérieur manque de caractère et souffre des multiples remaniements au fil du temps, mais le clocher et le chevet sont néanmoins intéressants[31],[32] ;

L'église Saint-Pierre-Saint-Paul
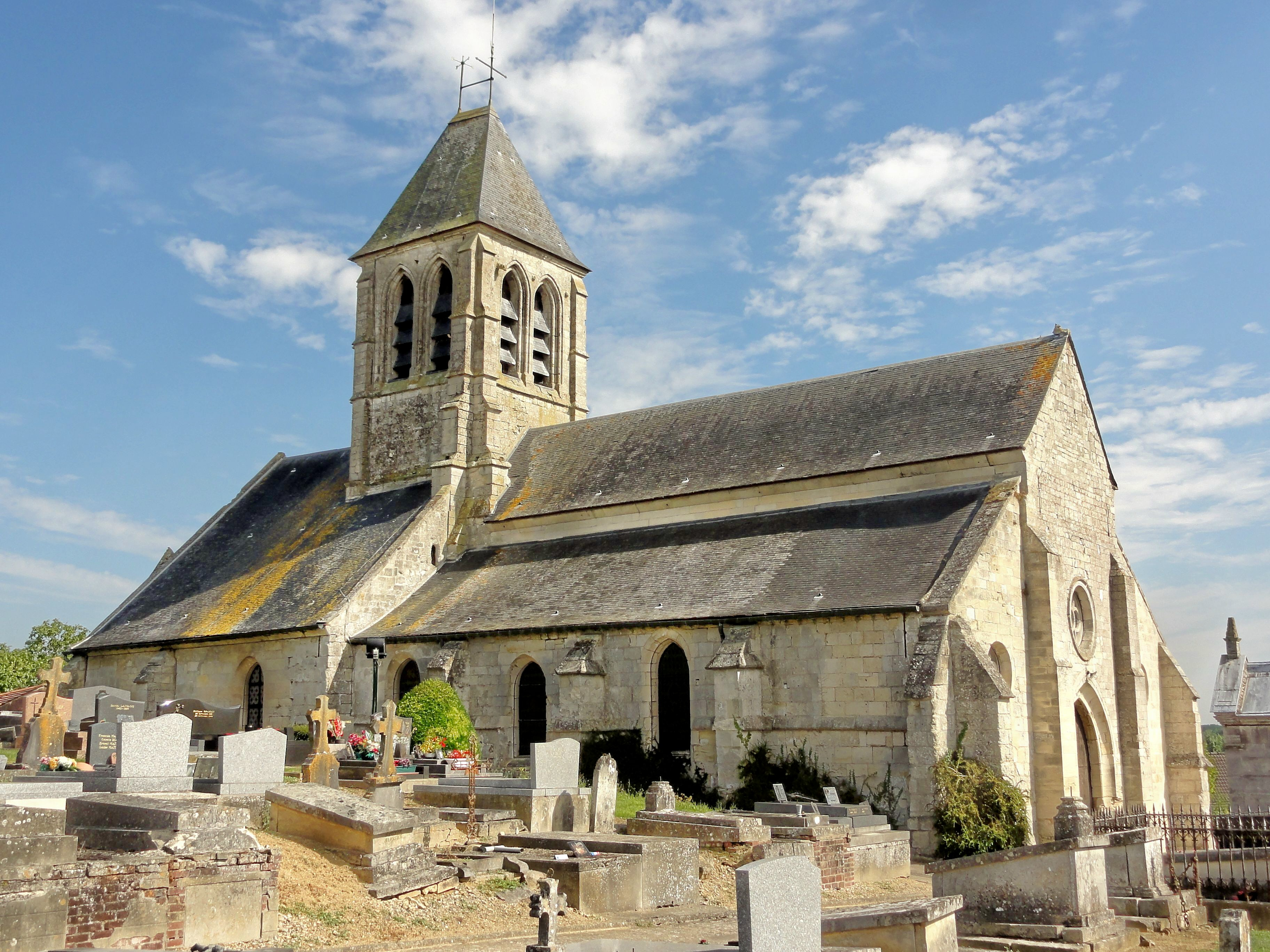
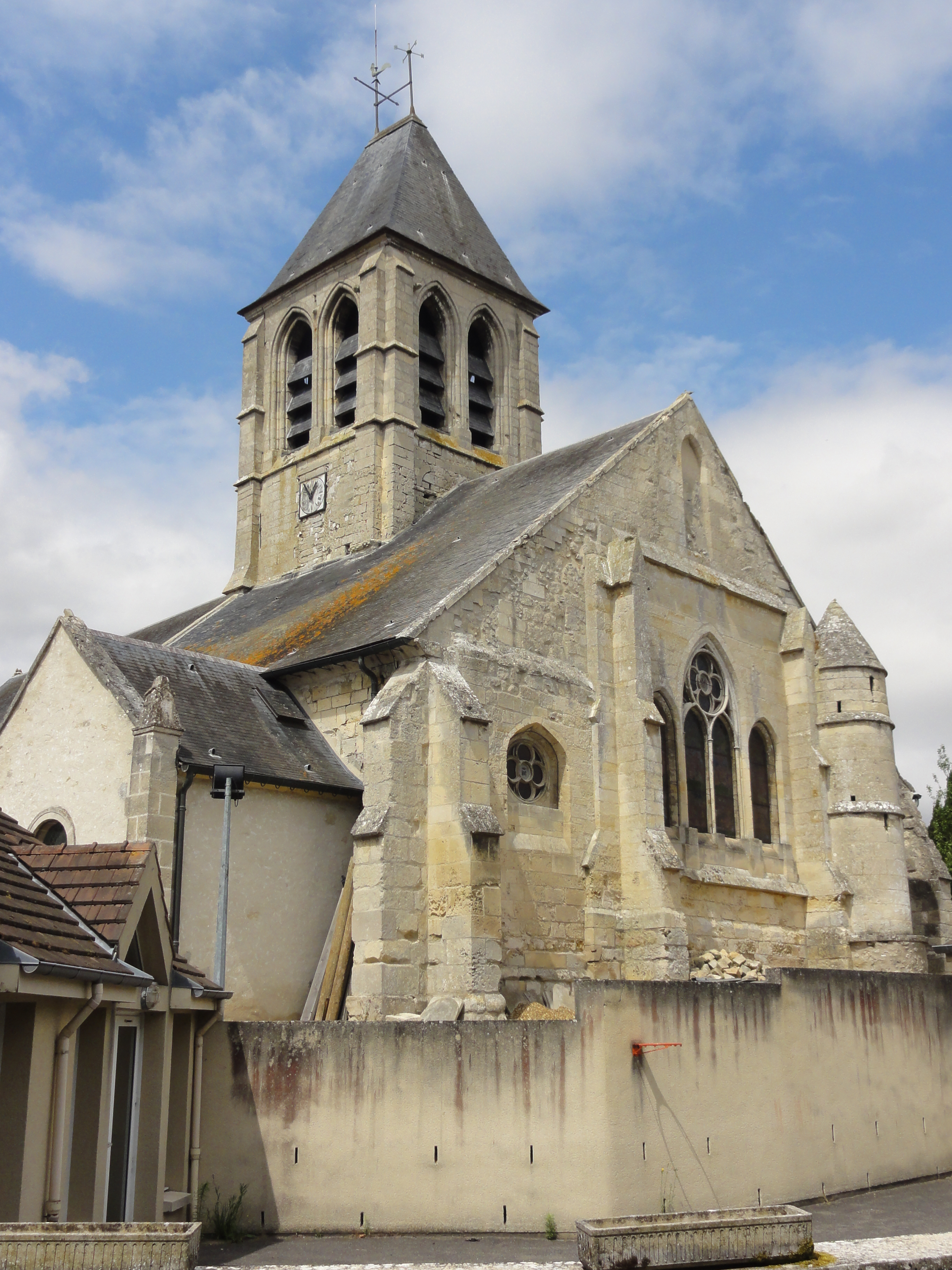
Le chevet de l'église.
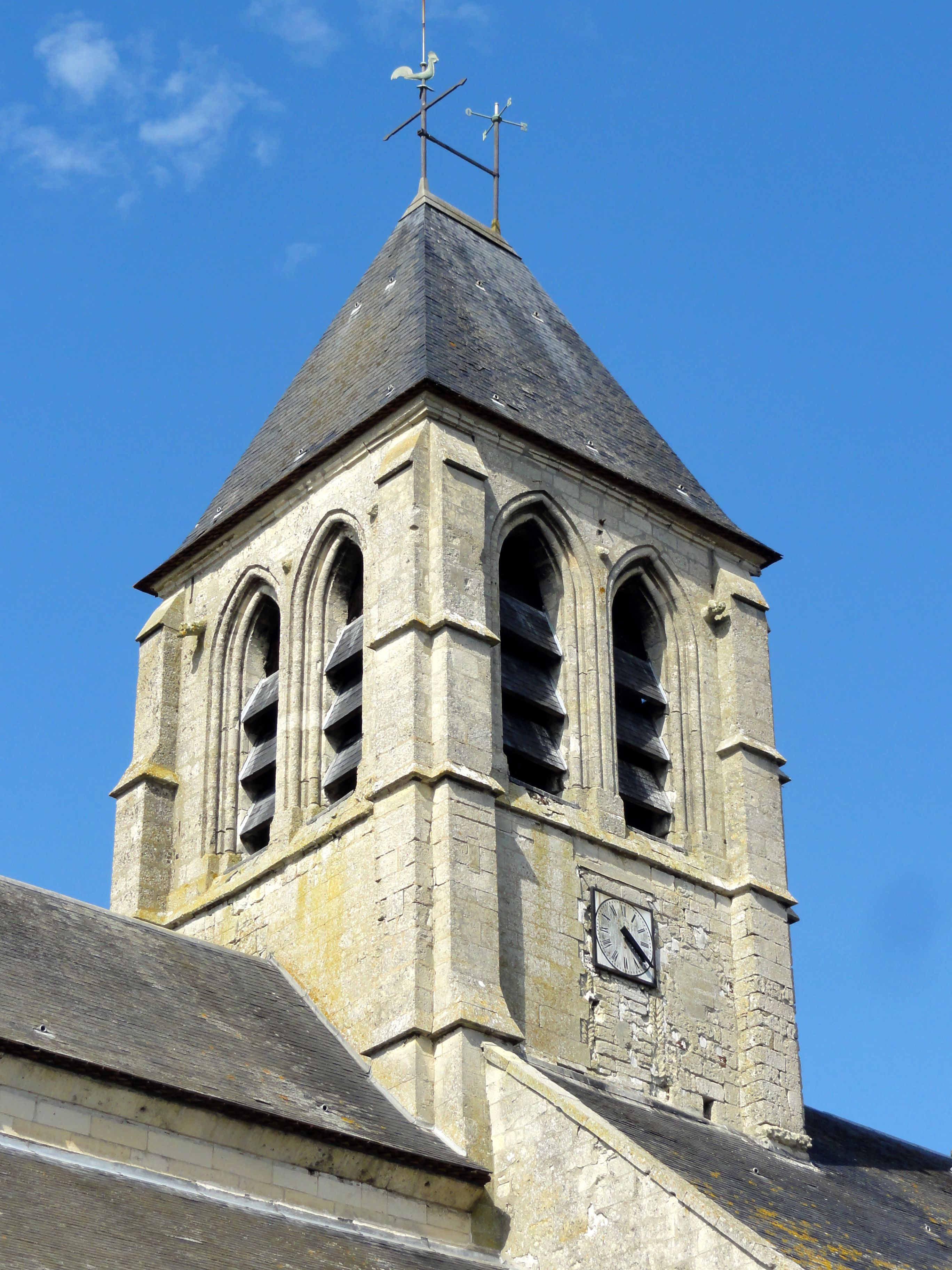
Le clocher.
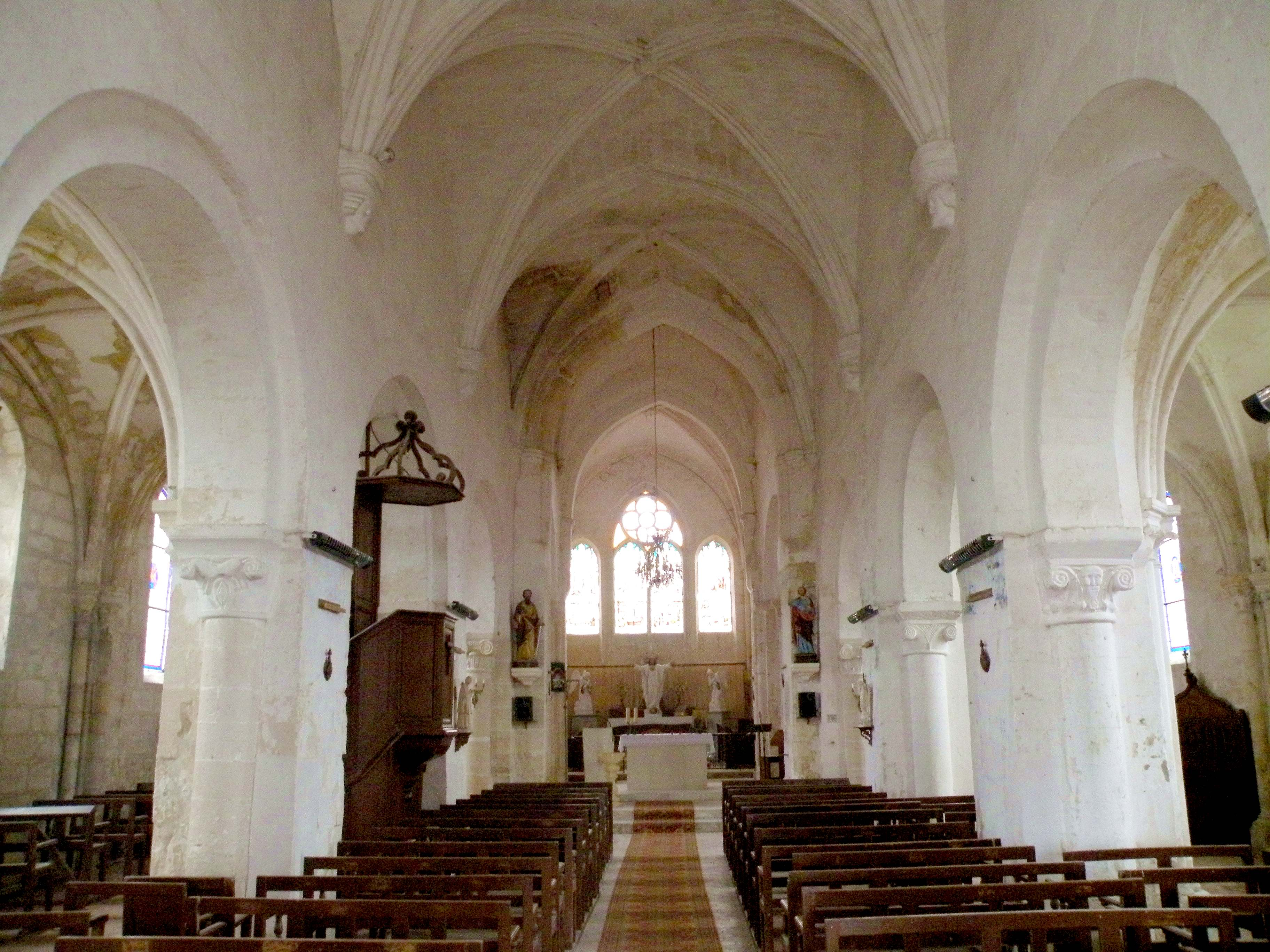
La nef.
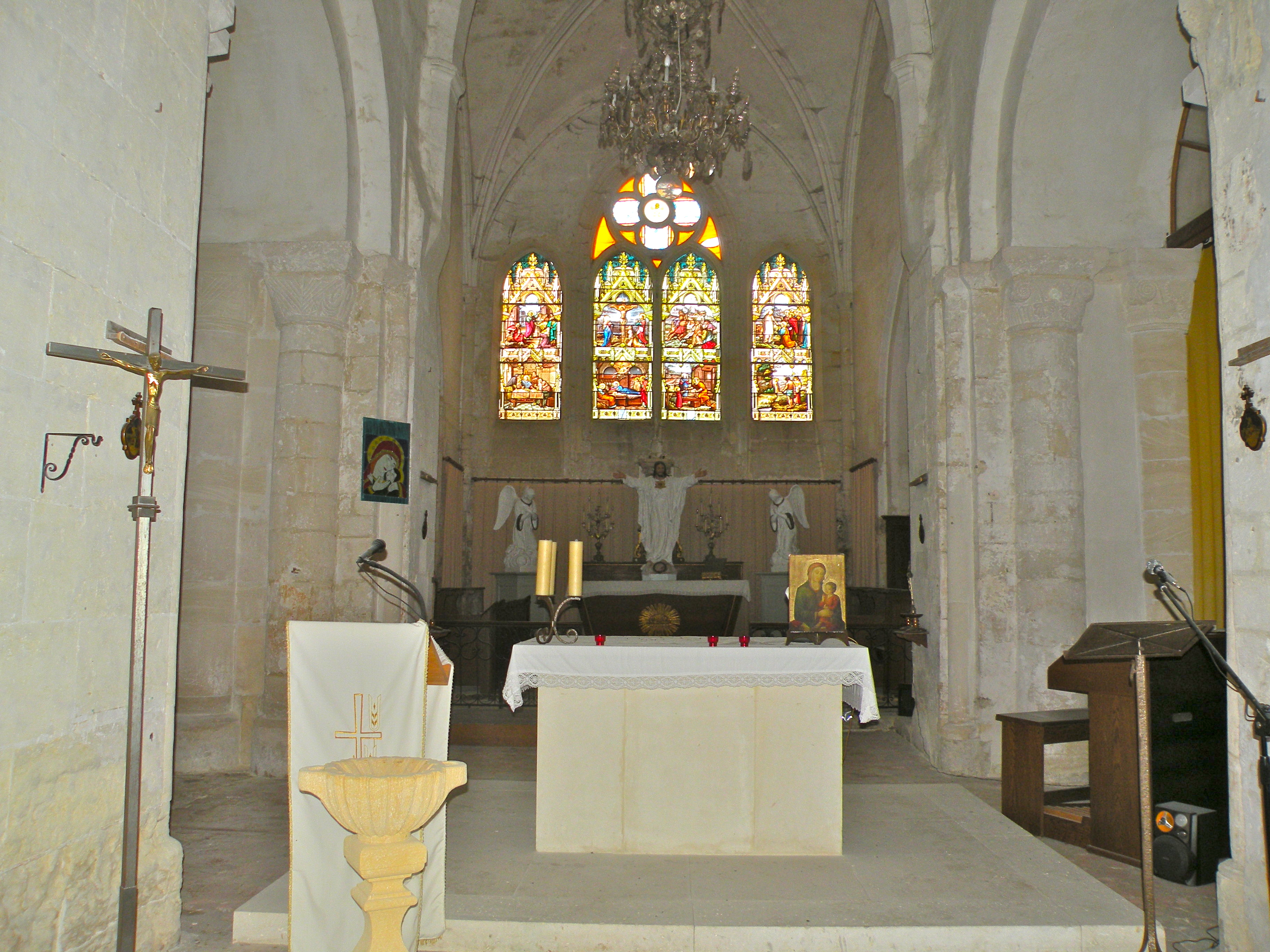
L'autel.
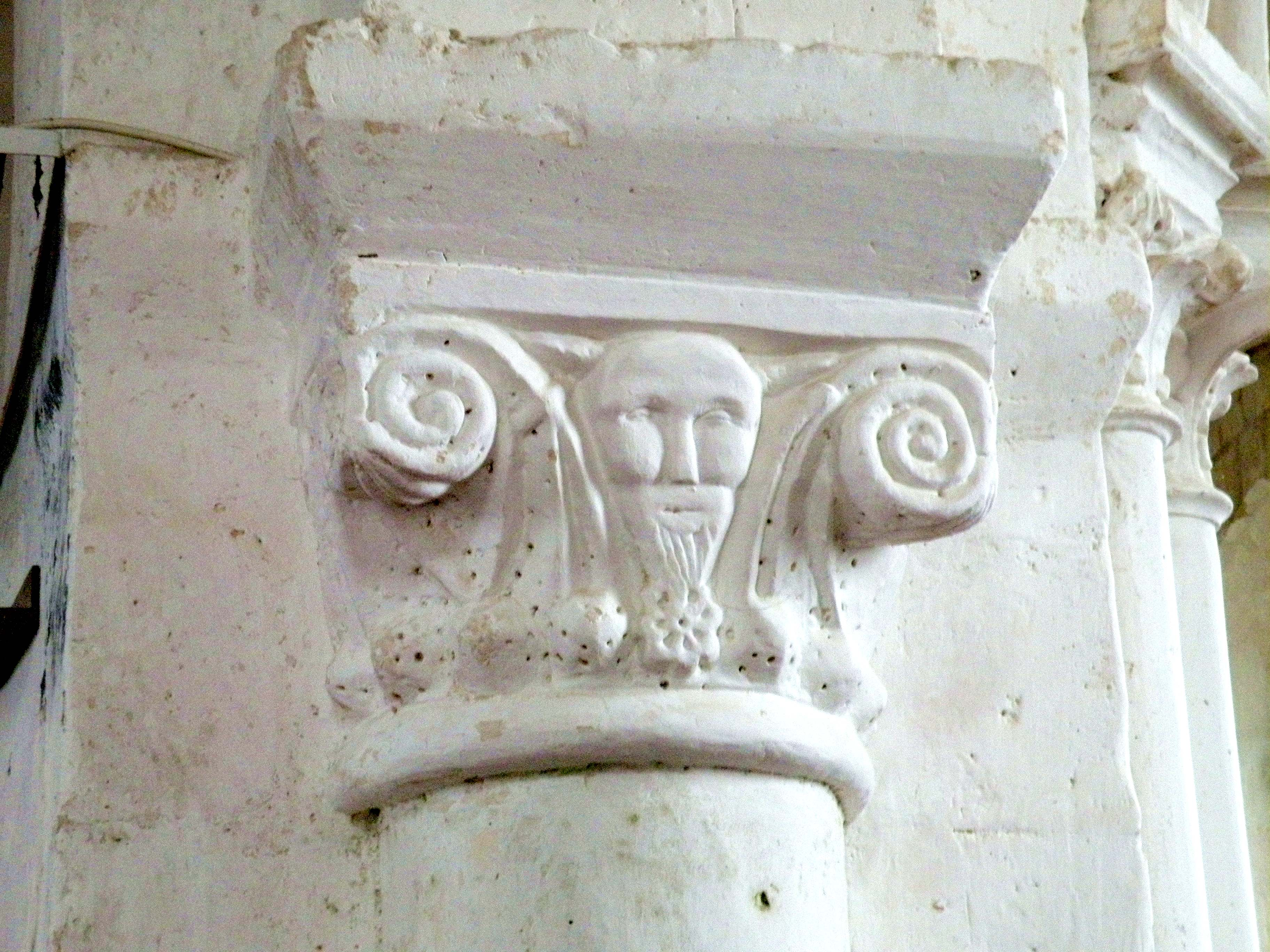
Chapiteau orné.

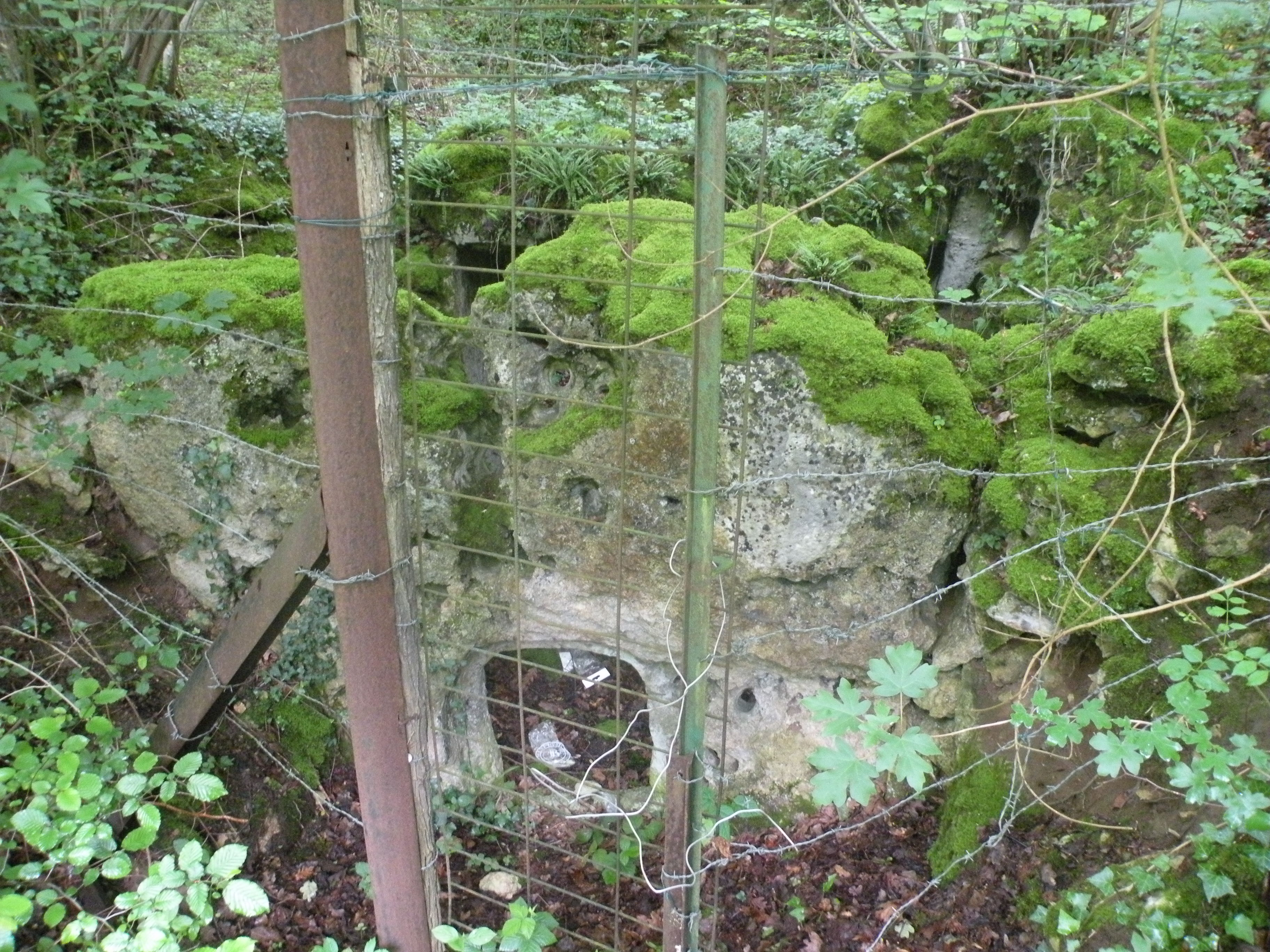
L'allée couverte de la côte du Libéra.

- l’allée couverte de la côte du Libéra : allée couverte, datant du Néolithique récent et ayant dû abriter deux cents corps environ, classée monument historique par arrêté du 25 janvier 1963[33] ;
- le château de Balincourt, RD 927 à l'entrée sud de la commune (inscrit monument historique par arrêté du 27 février 1989[34]) : 
Il a été construit vers 1780 pour le comte Charles Louis Testu de Balincourt, selon les plans de l'architecte Denis-Claude Liégeon, qui conçoit également le parc et les annexes. En 1908, le roi Léopold II de Belgique achète le domaine et commande de nombreuses modifications du château, de sorte que des éléments architecturaux du XIXe siècle et du XIXe siècle se mélangent aujourd'hui avec les éléments d'origine. Le roi fait appel à l'artiste vénitienne Raffaële Maïnella, aquarelliste, décoratrice, architecte et paysagiste, pour diriger les travaux. Elle ne s'occupe pas seulement des décors intérieurs mais intervient aussi sur le parc, où elle fait redécorer l'orangerie et la chapelle, crée des fabriques pittoresques et procède à des aménagements hydrauliques. Le secteur sud du parc se situe sur la commune voisine de Menouville[34].
 Ce château est aujourd'hui la propriété des descendants du grand marchand d'armes (fin du XIXe siècle et premier quart du XXe siècle), Sir Basil Zaharoff, aux nationalités multiples dont la française (en 1898 et ensuite promu même grand croix de la Légion d'honneur), qui mourut à Monte-Carlo et est inhumé dans l'enceinte du château.

Le château de Balincourt
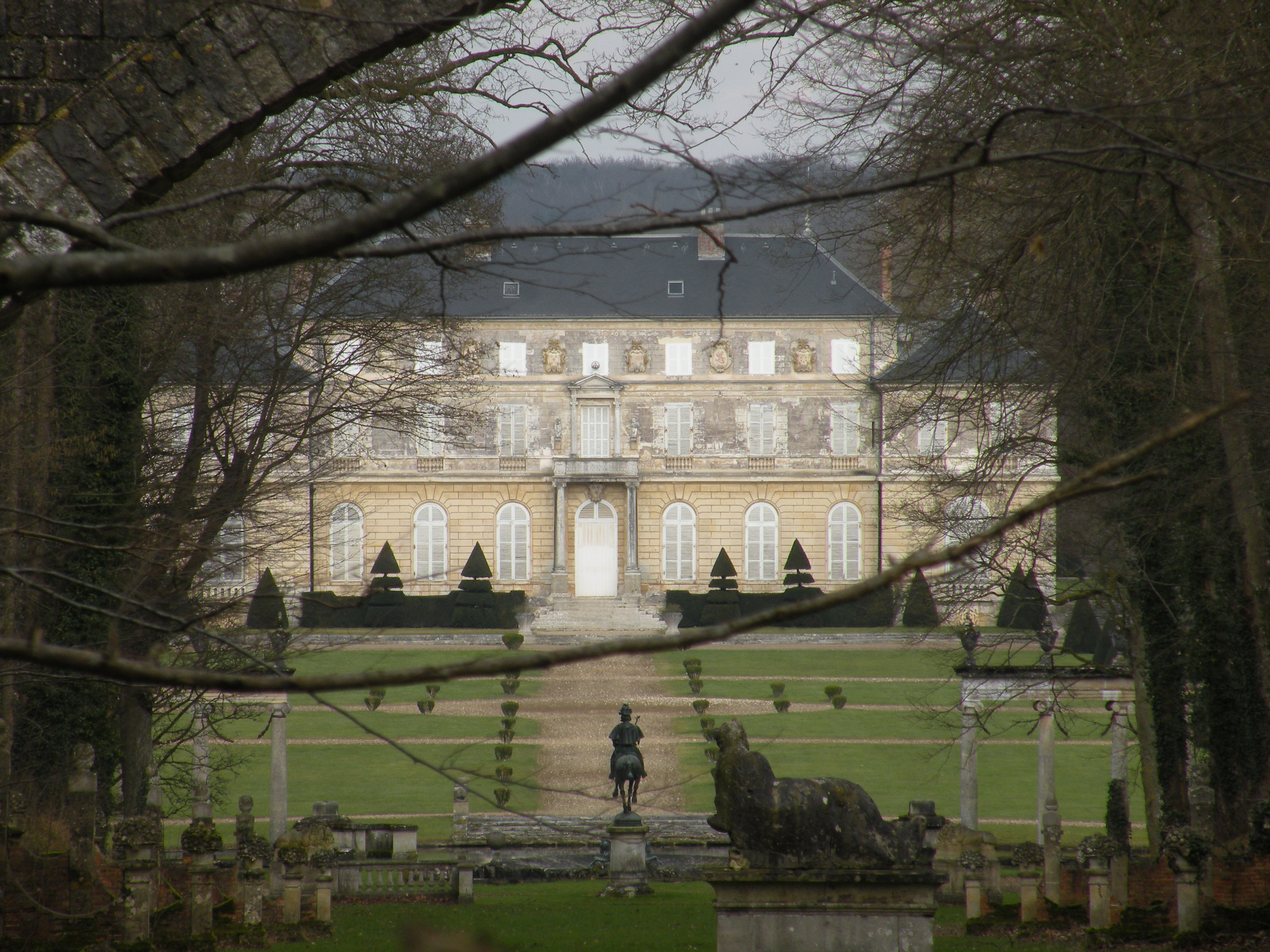
Le château.
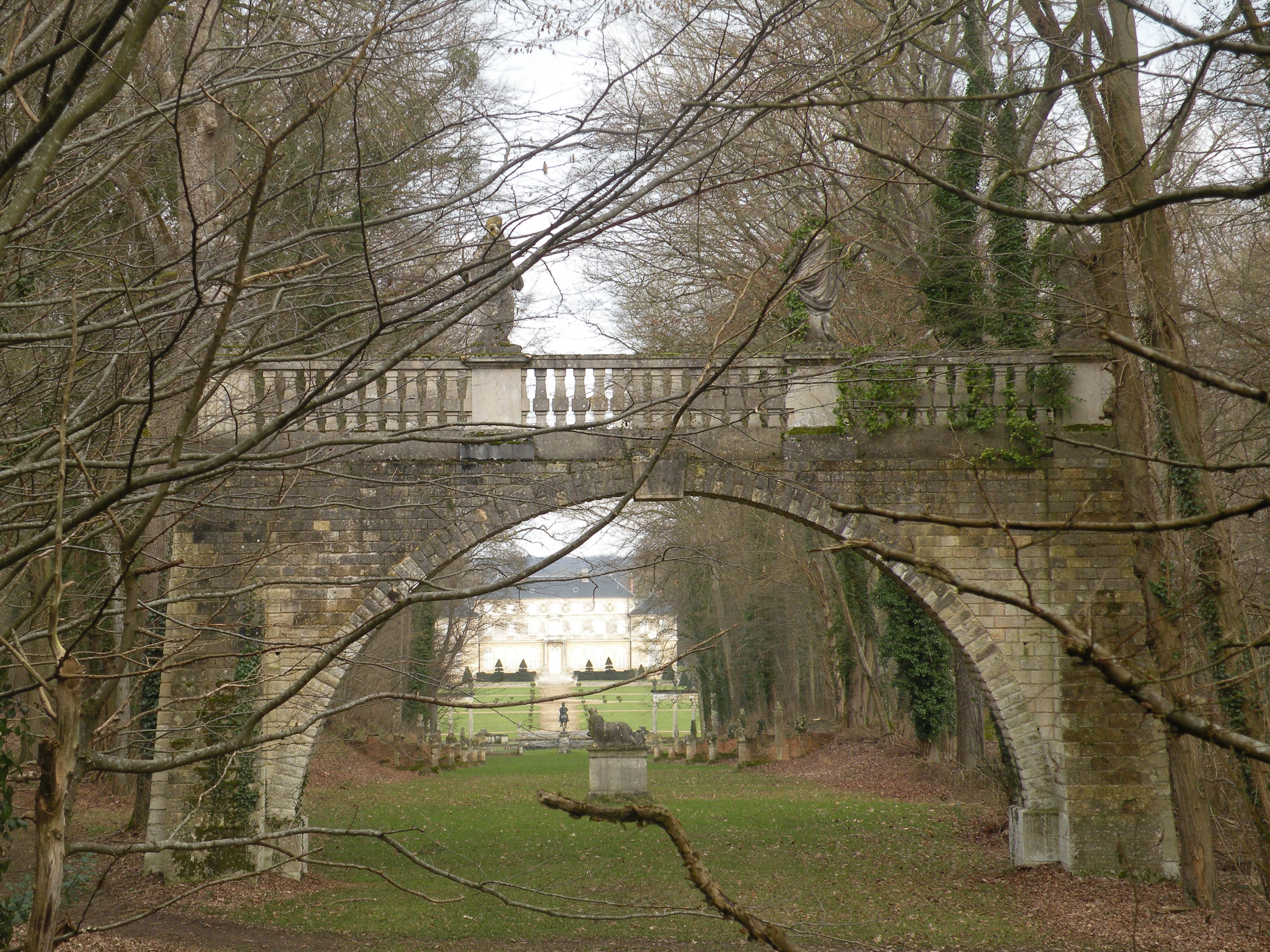
Arche dans le domaine du château.
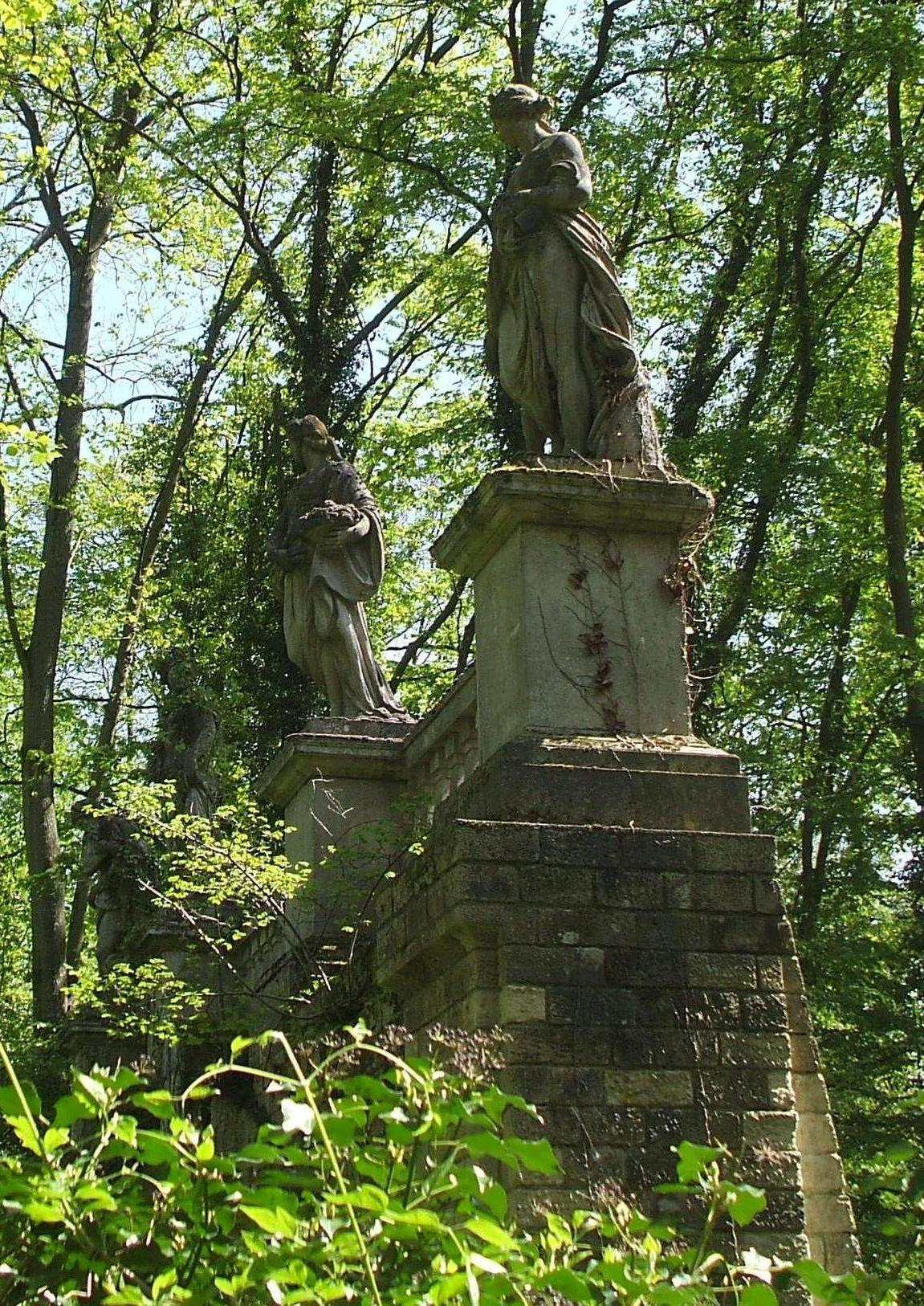
Détail de l'arche.

On peut également signaler : 
- l’ancien relais de poste, des XVIIe et XVIIIe siècles[31] ;
- l’ancien moulin à eau au hameau de Margicourt[31] ;
- la ferme et ancien manoir, rue du Moulin ;
- le lavoir couvert, rue de Margicourt : il se situe sur le Sausseron naissant, près du moulin. Au bassin à ciel ouvert, s'associe un abri en moellons avec un toit en appentis, protégeant la plate-forme dédiée aux lavandières à l'arrière du bassin[31] ;
- la croix sur la RD 188 à l'est du village ;
- la croix de chemin près de la RD 927.

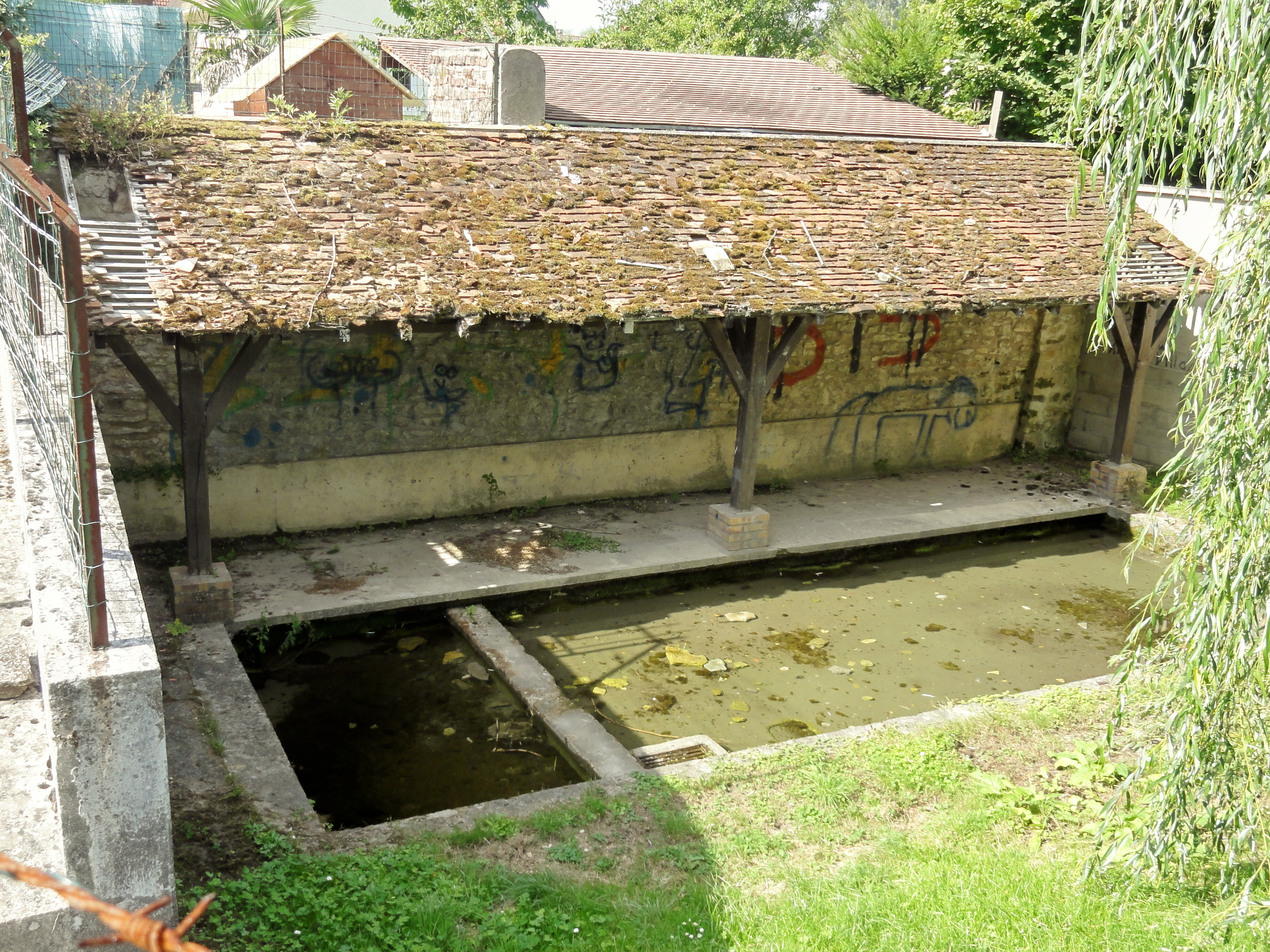
Lavoir, rue de Margicourt.
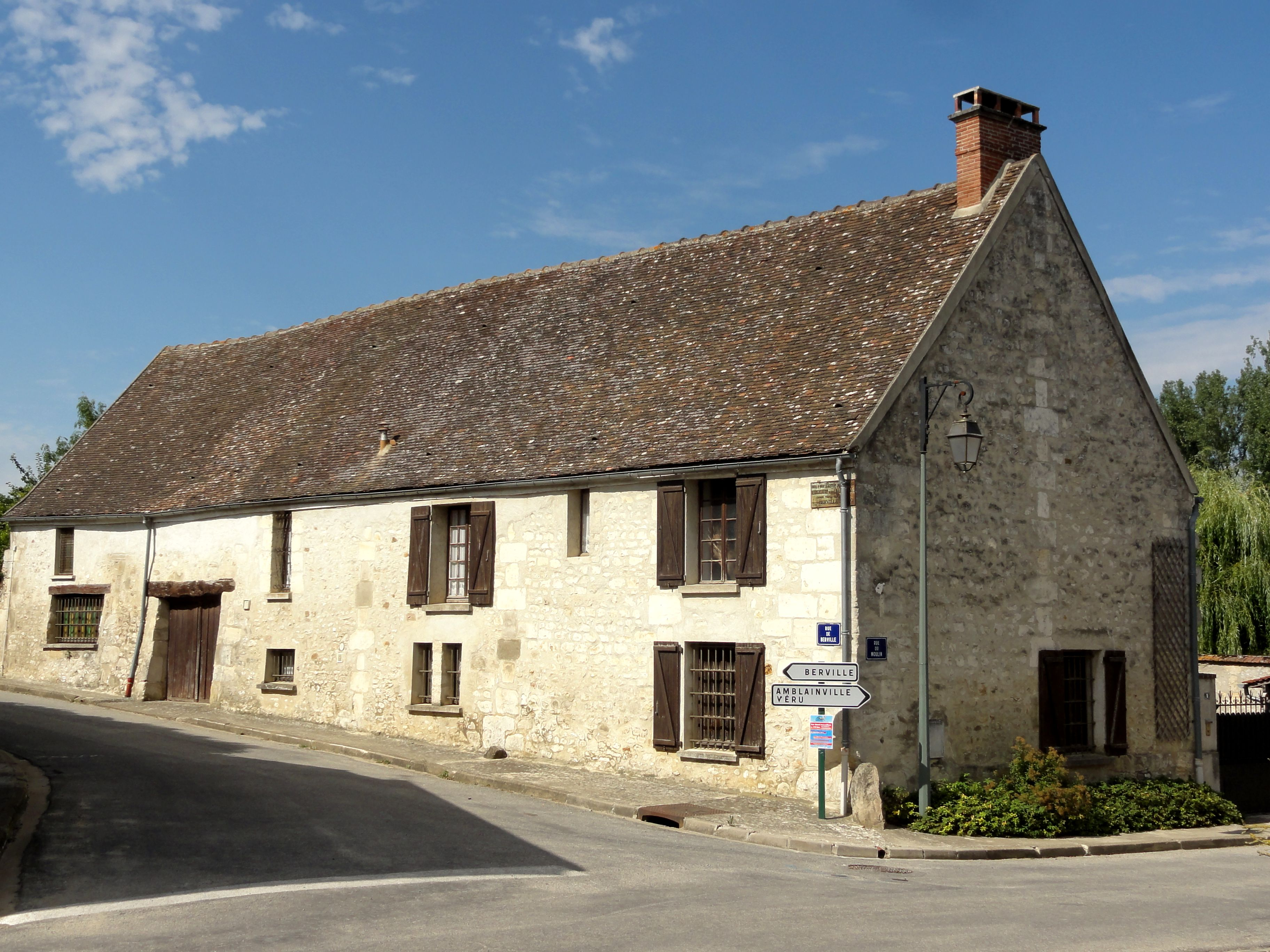
Ancien moulin, rue de Berville.
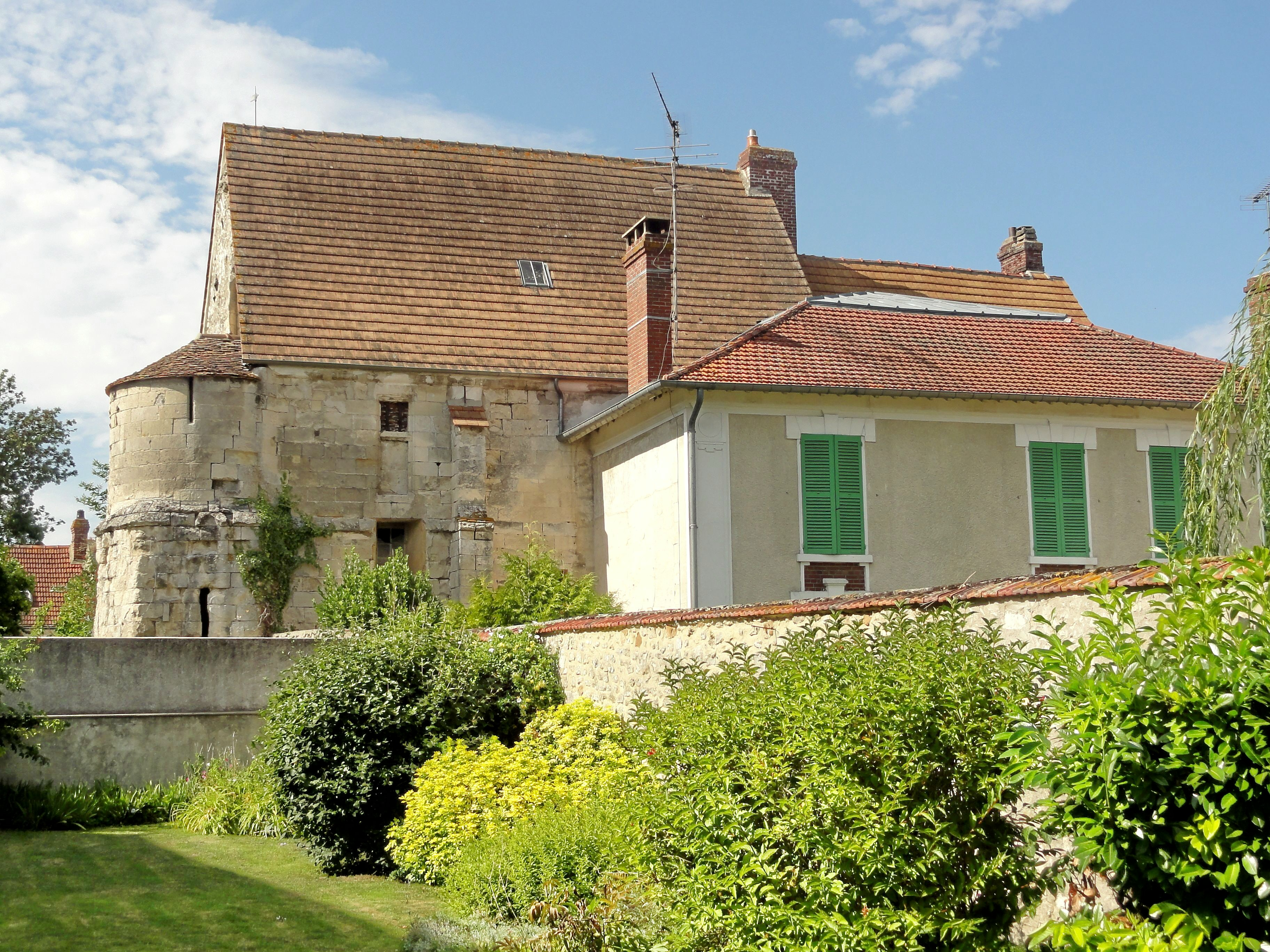
Ferme et ancien manoir, rue du Moulin.
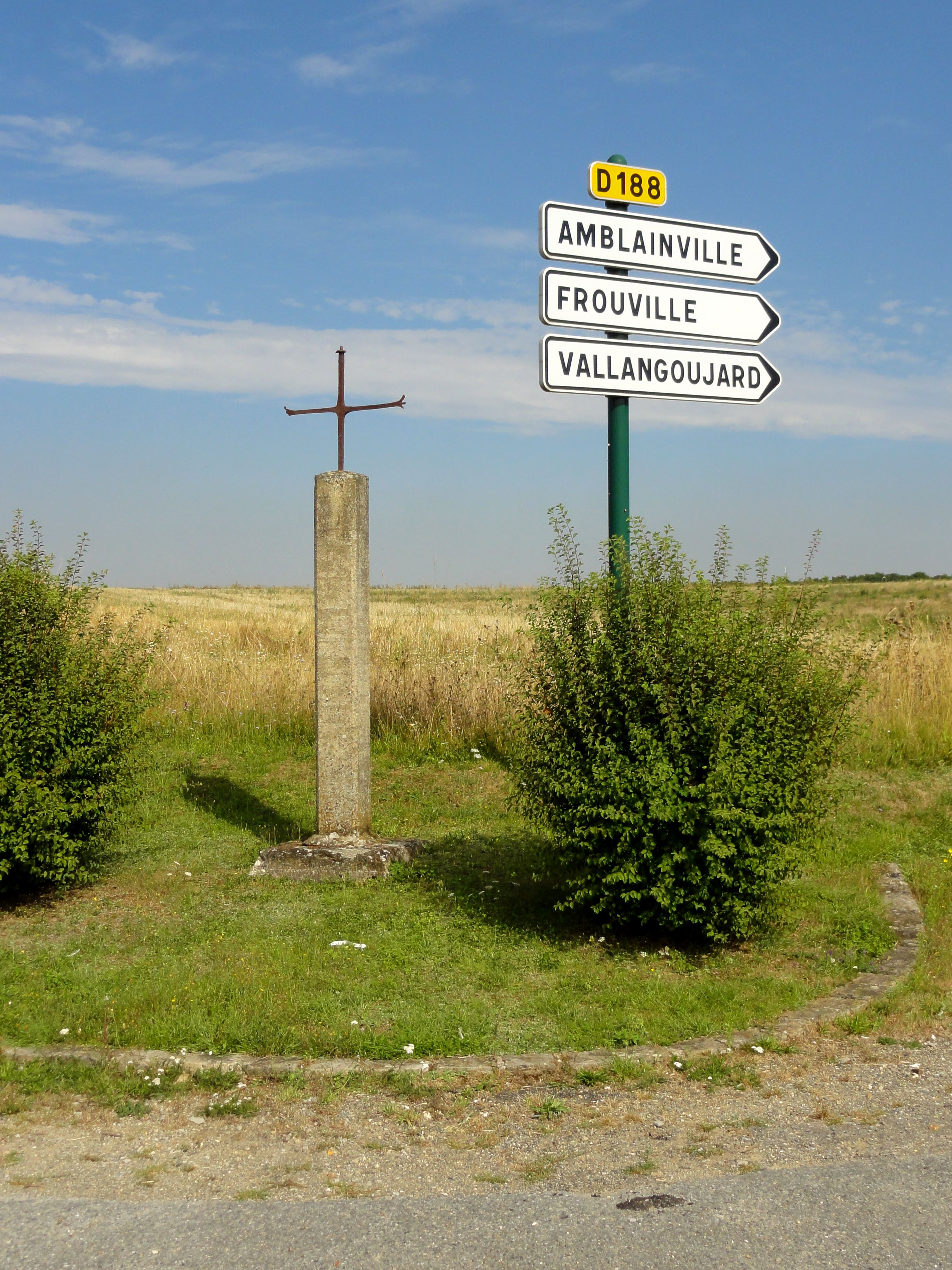
Croix sur la RD 188.
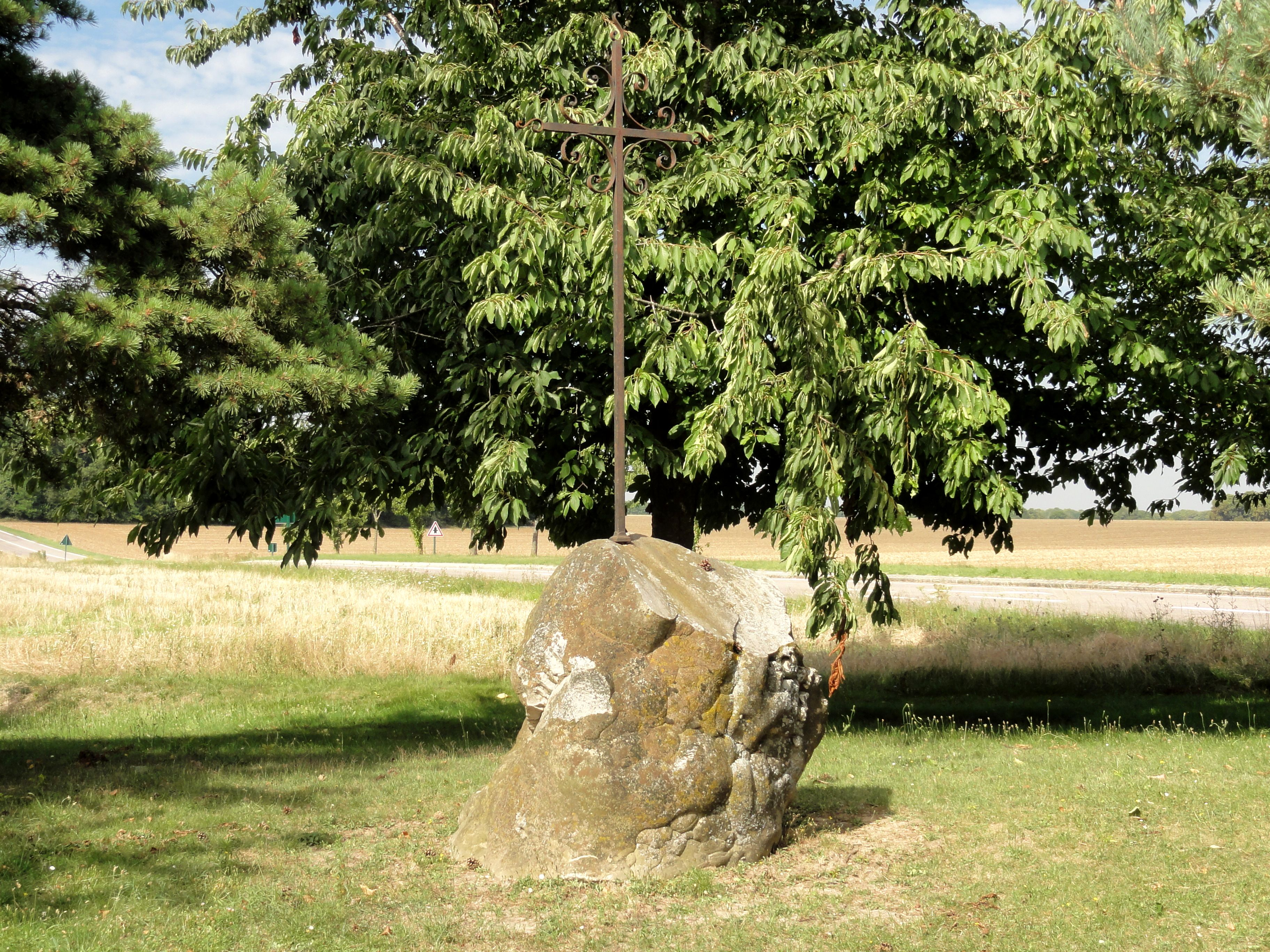
Croix près de la RD 927.
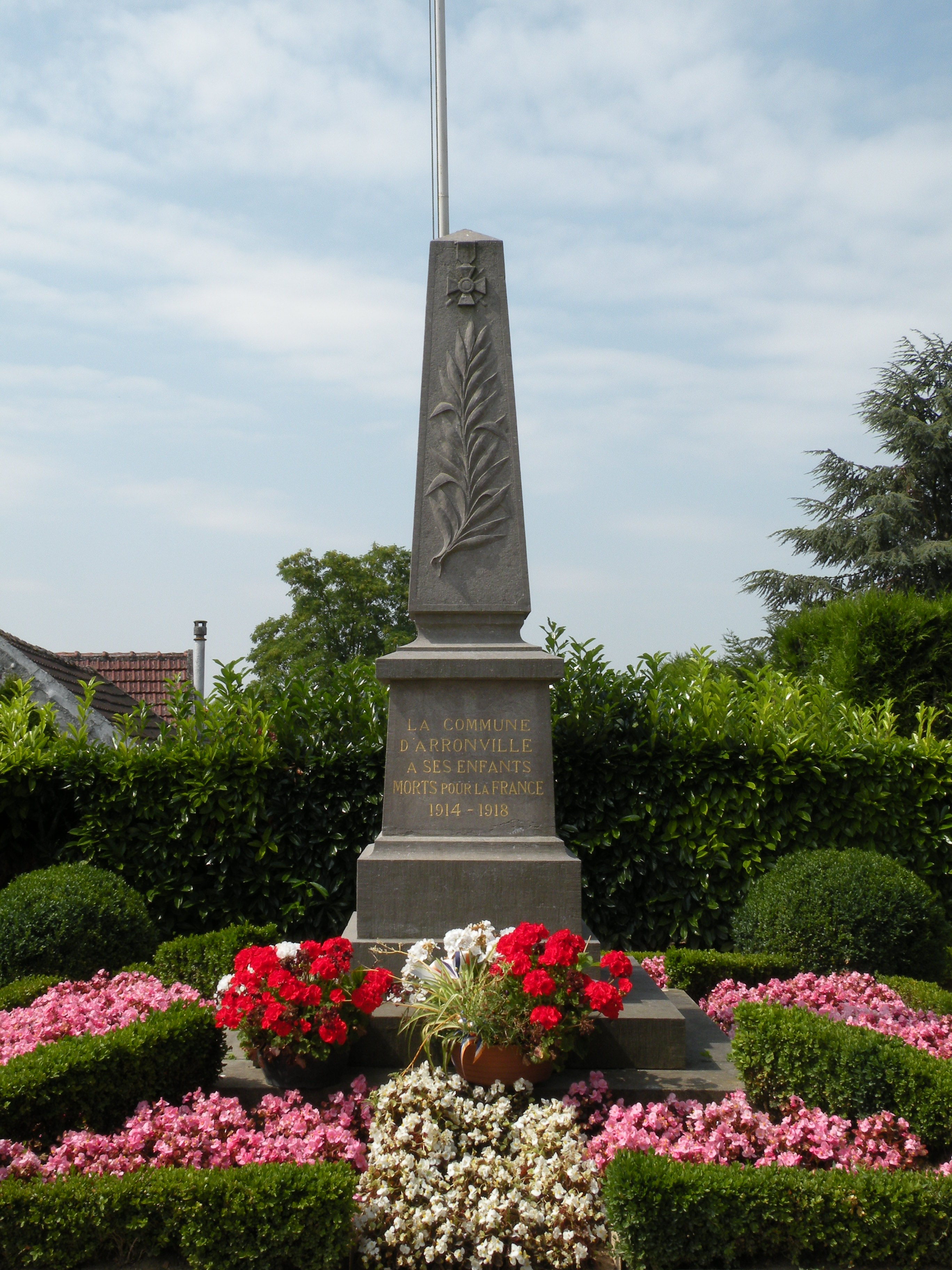
Monument aux morts.

### Personnalités liées à la commune
- Claude-Guillaume Testu, marquis de Balincourt (1719), maréchal de France (1746).
- Basil Zaharoff (1849-1936) marchand d'armes, dirigeant du casino de Monte-Carlo, inhumé dans l'enceinte du château de Balincourt.[réf. nécessaire]
- Emmanuel d'Astier de La Vigerie (1900-1969), écrivain, journaliste et homme politique français, est enterré au cimetière d'Arronville.
- Bruno Beucher, photographe, auteur de l'album de photographies Femmes de marins, habite la commune[35].

### Héraldique
| Blason de Arronville | Blason  | D'or au lion de sable, armé et lampassé de gueules, accosté de deux roseaux au naturel ; au chef d'azur chargé des clefs de Saint Pierre passées en sautoir, l'une d'or et l'autre d'argent, et d'une crosse issante aussi d'or brochant sur les clefs, le tout accosté de deux fleurs de lys du même |
| Blason de Arronville | Détails | Le statut officiel du blason reste à déterminer. |

## Pour approfondir